# Garnizoenskerk van Oudeschans
De voormalige garnizoenskerk van Oudeschans, een zaalkerk, is gebouwd in 1626 en deed aanvankelijk dienst voor de in het Groninger Oudeschans gelegerde militairen.
Bijzonder is dat kerk en pastorie één geheel vormen. In 1772 zijn kerk en pastorie met elkaar verbonden. Tot die tijd maakte de kerk deel uit van het Landhuyscomplex, waarbinnen alle militaire zaken werden geregeld.
In 1758 kreeg de kerk een avondmaalsbeker geschonken van de Raad van State met als opschrift:
Kerkbeker van de Bellingwolderschans gegeven door den ed Mog Raad van Staate der Vereenigde Nederlanden in jaar 1758
Bijzonder is ook het orgel: op een paneel is een schijnorgel geschilderd, waardoor het lijkt of er een 18e-eeuws orgel is. Achter de schildering bevindt zich het uurwerk van de torenklok.
De kerk is in het bezit van de Stichting Oude Groninger Kerken. In de voormalige garnizoenskerk van Oudeschans worden regelmatig concerten gegeven. Ook fungeert de kerk als multifunctioneel centrum voor het dorp.